# Felsőhági
Felsőhági (szlovákul Vyšné Hágy)  üdülőtelepülés, Magastátra város része Szlovákiában a Magas-Tátrában az Eperjesi kerület Poprádi járásában.

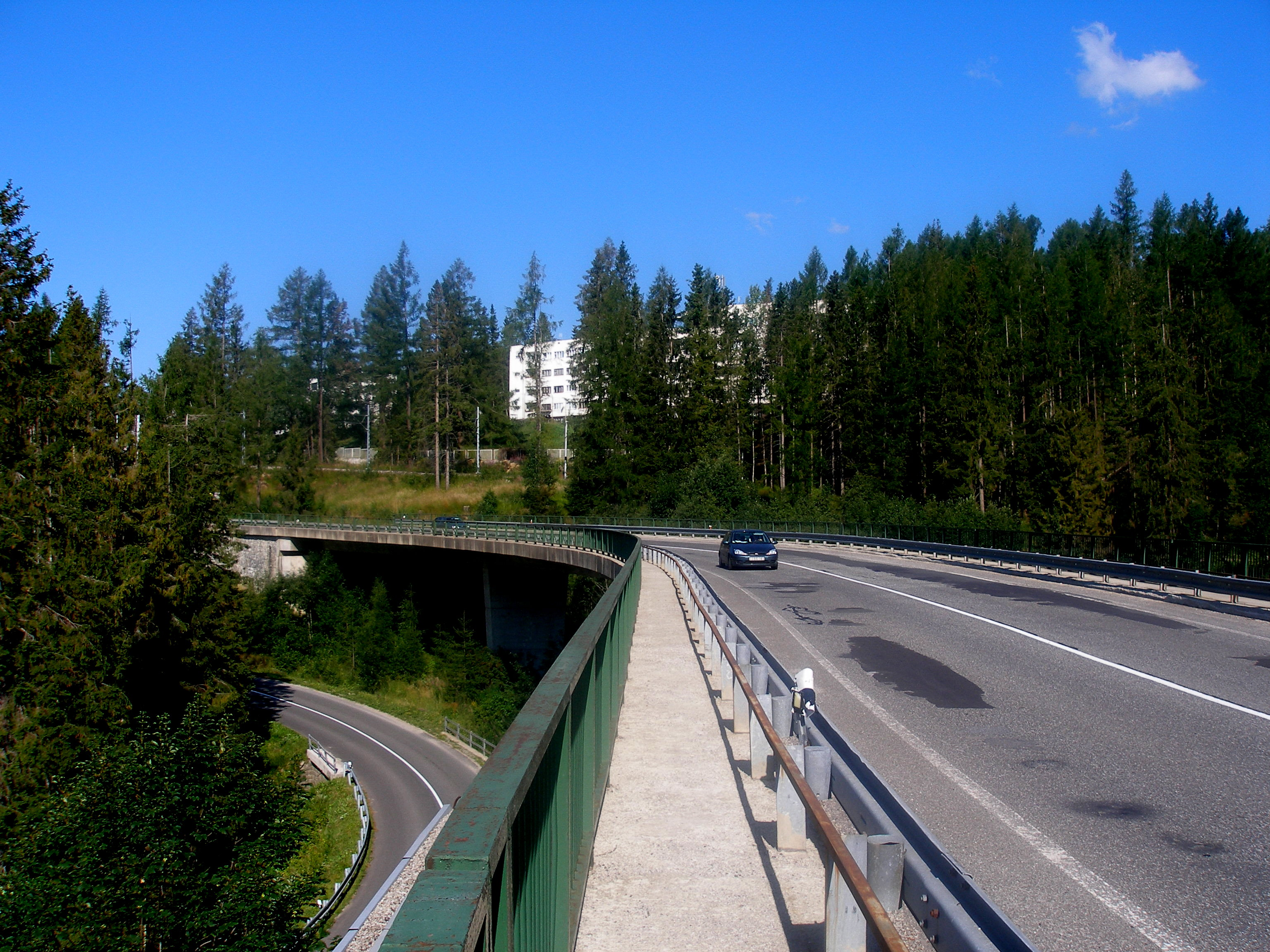
Felsőhági

## Fekvése
A Magas-Tátrában Ótátrafüredtől 8 km-re délnyugatra fekszik.

## Története
A terület a 20. századig Stólához tartozott. A település az 1890-es években keletkezett, az első faházat Máriássy Ferenc építette itt, mely turistaszálló lett, majd egy év múlva fürdőház is épült mellé. Később Christian Kraft zu Hohenlohe-Oehringen hercegé lett, aki szép vadászkastélyt épített ide. A terület a trianoni békeszerződéssel Csehszlovákia része lett, a hercegi birtok 1927-ben állami tulajdon lett és gyógyközponttá alakították át.
Felsőhági 1947-től az akkor alakult Csorbató községhez tartozott, majd 1999-ben ennek részeként csatolták az újonnan alakult Magastátra városhoz. Lakossága főleg a tátrai idegenforgalomból él.

## Nevezetességei
Itt van Európa egyik legnagyobb tüdőszanatóriuma, amely 1941-ben épült.

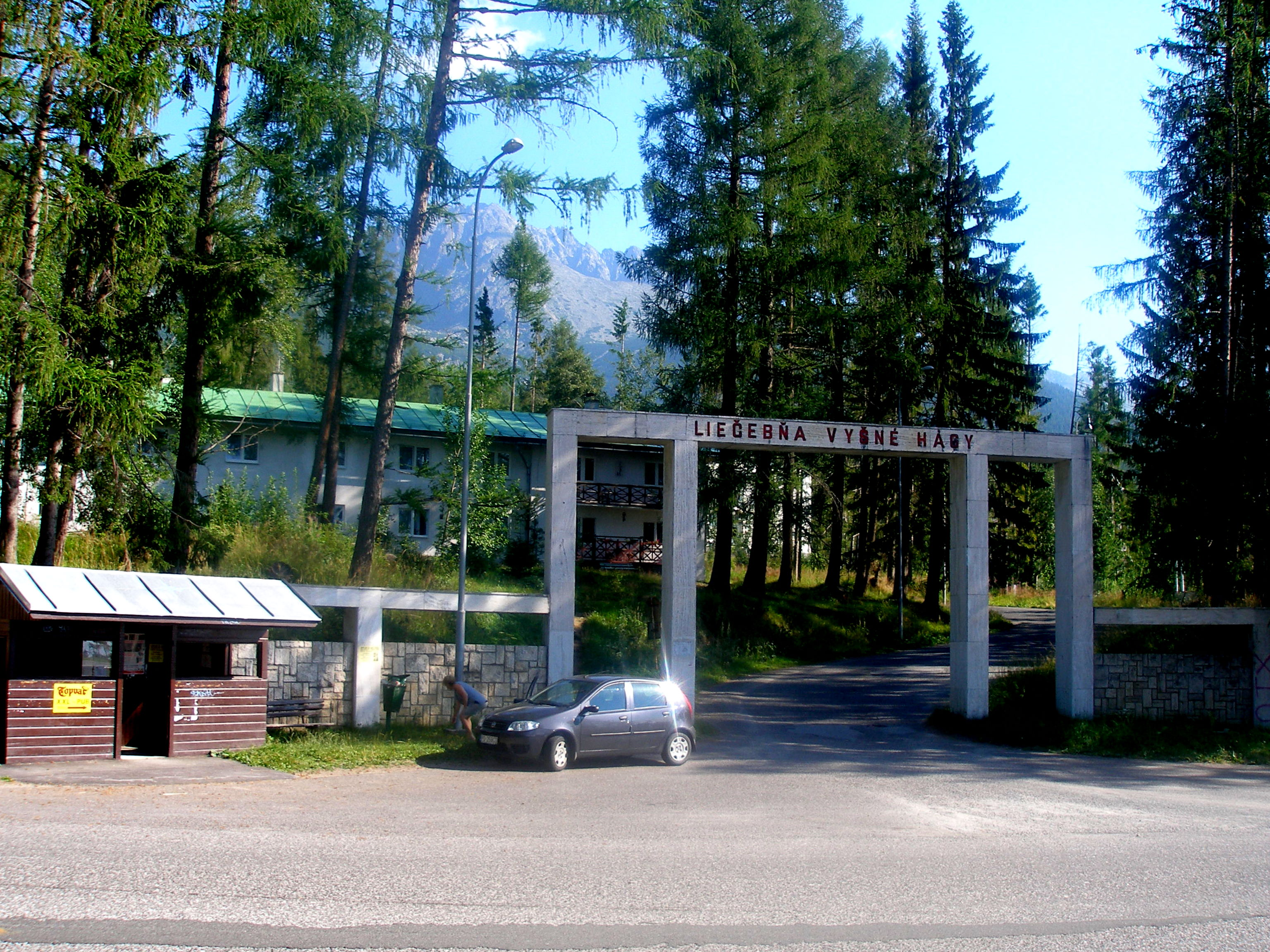
Felsőhági

## Közlekedés
Felsőhágiban van a Tátrai villamosvasút megállója.

## Külső hivatkozások
- Felsőhági Szlovákia térképén
- Rövid ismertető
- Felsőhági Magastátra honlapján